# Мехмед Фаик паша Селаникли
Мехмед Фаик паша Селаникли (на турски: Selanikli Mehmed Faik Paşa) е османски офицер и администратор.

## Биография
Роден е в Солун (на турски Селаник) в 1838 г., затова носи прякора Селаникли, тоест Солунчанин. От 1885 до 1889 година е валия на Косовския вилает в Скопие. От октомври 1889 до април 1895 година е битолски валия. От април 1902 до февруари 1903 г. е валия в Диарбекир. Докато е битолски валия митрополит Синесий Охридски се опитва да го подкупи, за да даде манастира „Свети Наум“ на Българската екзархия, но валията иска 1000 лири, за да може да даде подкупи на други лица в султанския дворец, а от Екзархията отпускат само 300 и до сделка не се стига.
Умира в 1908 г.